# Sven Hubert
Sven Gustaf Huberth, född 8 januari 1943 i Kungsholms församling, Stockholm, död 9 december 2009 i Enskede-Årsta församling, Stockholm
, var en svensk styrkelyftare i tyngsta viktklassen.
Sven Hubert blev svensk mästare fem gånger och nordisk mästare en gång.
Personbästa blev 827 kilo:
- Knäböj 285
- Bänkpress 217,5
- Marklyft 325